# CEB Sant Jordi
El CEB Sant Jordi (oficialment Club Esportiu Bàsquet Sant Jordi) és un club de basquet de la ciutat de Rubí. El seu equip sènior masculí A juga al Campionat de Catalunya Masculí de Primera Categoria.
Fou fundat el 1959 pel mossèn Miquel Rubio per entrar en la lliga organitzada pel bisbat de Barcelona, primer només masculí i posteriorment incorporant un equip femení. El 2009 va celebrar el 50è aniversari fent la pel·lícula 50 anys de bàsquet al CEB Sant Jordi.